# Comuna Moșceanîțea, Ostroh
Moșceanîțea (în ucraineană Мощаниця) este o comună în raionul Ostroh, regiunea Rivne, Ucraina, formată din satele Kurhanî, Moșceanîțea (reședința) și Voloskivți.

## Demografie
Componența lingvistică a comunei Moșceanîțea
     Ucraineană (99,54%)
     Alte limbi (0,41%)
Conform recensământului din 2001, majoritatea populației comunei Moșceanîțea era vorbitoare de ucraineană (99,54%), existând în minoritate și vorbitori de alte limbi.